# Hippopotamus
Hippopotamus és un gènere de whippomorfs que inclou una espècie vivent, Hippopotamus amphibius, també coneguda com a hipopòtam, així com diverses espècies extintes. Pertany a la família dels hipopotàmids, que també inclou l'hipopòtam nan (Choeropsis liberiensis) i una sèrie de gèneres extints.

## Taxonomia
Les espècies del gènere Hippopotamus inclouen:
- H. aethiopicus †
- H. afarensis †
- Hipopòtam H. amphibius
- Hipopòtam europeu (H. antiquus) †
- H. behemoth †
- H. coryndonae †
- Hipopòtam nan de Creta (H. creutzburgi) †
- H. gorgops †
- H. kaisensis †
- H. karumensis †
- H. laloumena †
- H. lemerlei †
- H. madagascariensis †
- H. major †
- Hipopòtam de Malta (H. melitensis) †
- Hipopòtam nan de Xipre (H. minor) †
- H. protamphibius †
- H. sirensis †
- Hipopòtam de Sicília (H. pentlandi) †[2]
- Hippopotamus sirensis †